# Nicolas Schöffer
Nicolas Schöffer, född 6 september 1912 i Kalocsa, Österrike-Ungern, död 8 januari 1992 i Paris, var en fransk konstnär.

## Biografi och konstnärskap
Schöffer tillbringade sin ungdom Österrike-Ungern och var sedan bosatt i Paris från 1936 till sin död i ateljén i Montmartre 1992. Hans karriär berörde målning, kinetisk skulptur, arkitektur, urbanism, film, TV och musik. Han samarbetade inom musik med Pierre Henry. Alla sina konstnärliga handlingar gjorde han i jakten på en dynamik i konsten.
Detta intresse för konstnärlig dynamik kom ursprungligen från Cubo-Futuristerna och intensifierades och soliderades sedan av de ryska konstruktivismartister, såsom Naum Gabo, Anton Pevsner, Moholy-Nagy och Ludwig Hirschfeld-Mack. Alla dessa konstnärer strävar efter att öppna upp den statiska tredimensionella skulpturala formen till en fjärde dimension av tid och rörelse, och detta var även Schöffers avsikt.

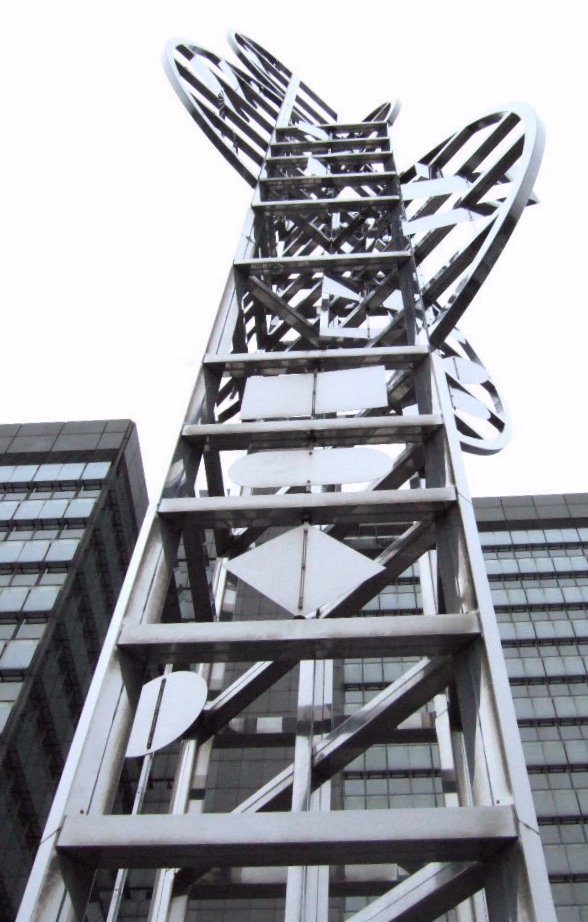
Chronos 15 – Stadshuset i Bonn.

Schöffer kom dock något senare och gynnades av cybernetiska teorier (teorier om återkopplingssystem). Dessa var huvudsakligen baserade på Norbert Wieners (1894–1964) idéer som föreslog konstnärliga processer i fråga om organisation av det manifesterande systemet (t.ex. orskassamband i återkopplingskretsar). För Schöffer kom aktivering av denna cybernetik att belysa komplexa konstnärliga relationer inifrån själva arbetet.
Hans CYSP 1 (1956) anses vara den första cybernetiska skulpturen i konsthistorien genom att den använder sig av elektroniska beräkningar som utvecklats av Philips Company. Skulpturen ligger på en bas monterad på fyra rullar, som innehåller mekanismen och den elektroniska hjärnan. Plattorna drivs av små motorer placerade under deras axel. Fotoelektriska celler och en mikrofon inbyggd i skulpturen fångar alla variationer i färgfält, ljusintensitet och ljudintensitet. Alla dessa förändringar orsakar reaktioner på en del av skulpturen.
Följaktligen kunde hans kinetiska skulpturala kompositioner, parallellt med Warren McCullochs arbete och hans anpassning av cybernetik till att formulera en kreativ epistemologi, syssla med självkommunikation inom observatörens psyke och mellan psyket och den omgivande miljön. Detta är den främsta nyttan av cybernetik för att studera den förmodade subjekt-/objekt-polariteten när det gäller konstupplevelse.